# Johan Franzén
Johan Franzén, född 23 december 1979 i Landsbro i Lannaskede församling, är en svensk före detta professionell ishockeyspelare som under större delen av sin karriär spelade för Detroit Red Wings i NHL. Franzéns moderklubb är småländska Boro/Vetlanda HC. Efter att ha spelat ishockey på lägre nivåer under några säsonger värvades Franzén av Tranås AIF i Hockeyallsvenskan inför säsongen 1999/00. Säsongen därpå skrev han på för Linköping HC och hjälpte laget upp till Elitserien. Under sommaren 2004 draftades han av Detroit Red Wings i den tredje rundan som nummer 97 totalt.
Efter fem säsonger i Linköping HC skrev han i augusti 2005 på ett avtal med Red Wings i NHL. 2008 blev Franzén Stanley Cup-mästare och i slutspelet vann han skytteligan med 13 mål på 16 matcher. Karriären kunde inte fortsätta sedan han drabbats av en hjärnskakning i en match mot Edmonton i januari 2015. Han hade tidigare i karriären åkt på ett antal hjärnskakningar och dessa skador kom att få stora konsekvenser för hans vardag även efter karriärens slut.
Franzén spelade tre VM-turneringar och vann guld 2006 i Lettland. Han spelade också ett OS – 2010 i Vancouver.

## Karriär

### Klubblag

#### 1995–2005: Boro/Vetlanda HC, Tranås AIF och Linköping HC
Franzén fostrades i Boro/Vetlanda HC där han gjorde sin seniordebut som 15-åring 1995 i dåvarande division II. Med undantag för 2 matcher utlånad till HV71:s J20 lag under våren 1997 stannade han sedan 5 säsonger i klubben. Tiden i klubben fick ett abrupt slut när han i början av 1999 tacklade en domare. Resultatet blev en nästan ett år lång avstängning från allt hockeyspel, det hårdaste straffet som någonsin utdömts inom svensk ishockey. Under avstängningen tränade Franzén bandy med småländska Skirö Nävelsjö BS. Straffet kortades senare ner till 9 månader och i oktober 1999 kunde han debutera för sin nya klubb Tranås AIF i Allsvenskan.
Efter en lovande debutsäsong i Tranås, värvades han av Linköping HC i Hockeyallsvenskan. Den 19 april 2000 meddelades det att han skrivit ett tvåårsavtal med klubben. Under sin första säsong i Linköping noterades Franzén för 32 poäng på 41 grundseriematcher, vilket gav honom en tredjeplats i lagets interna poängliga. Linköping vann Allsvenskan Södra med 13 poäng före tvåan. Man kvalificerade sig därmed till Superallsvenskan, där man slutade tvåa, bakom Södertälje SK och därmed var klubben klart för spel i Kvalserien till Elitserien i ishockey 2001. Genom en 2–3-seger mot Södertälje SK i den sista omgången av kvalserien säkrade Linköping avancemang till Elitserien. På tio kvalseriematcher noterades Franzén för tre mål och tre assistpoäng.
Den 18 september 2001, i säsongens premiäromgång, gjorde Franzén debut i Elitserien i en 1–4-förlust mot AIK. Han gjorde sedan sina två första Elitseriemål den 18 oktober 2001 i en 4–3-seger mot Frölunda HC. Mot säsongens slut, den 18 februari 2002, förlängde Franzén sitt avtal med Linköping med ytterligare en säsong. Franzén missade ett antal matcher under säsongen på grund av skador och spelade totalt 36 grundseriematcher där han noterades för två mål och sex assistpoäng. Säsongen 2002/03 blev Linköping åter sist i Elitserien och tvingades till spel i Kvalserien till Elitserien i ishockey 2003. Franzén noterades för sex poäng i grundserien, på 37 spelade matcher. Linköping vann sedan Kvalserien och blev därmed klara för spel i Elitserien säsongen 2003/04. I Kvalserien stod Franzén för ett mål och fyra assist på tio matcher.
I april 2003 förlängde Franzén sitt avtal med Linköping då han skrivit ett nytt tvåårsavtal med klubben. Franzén kom sedan att göra sin poängmässigt bästa säsong i Elitserien då han noterades för 30 poäng på 49 spelade matcher (12 mål, 18 assist). Samma säsong var han den spelare i hela serien som hade bäst plus/minus-statistik (+24). Laget gjorde sin bästa säsong någonsin och blev fyra i grundserien och var därmed för första gången någonsin klara för SM-slutspel. Linköping slogs ut av Timrå IK i kvartsfinalserien med 4–1 i matcher. Franzén stod för en assistpoäng på dessa fem matcher. Under sommaren 2004 blev han som 25-åring draftad av Detroit Red Wings i den tredje rundan som nummer 97 totalt. På grund av NHL-lockouten 2004/05, stannade Franzén kvar i Linköping och spelade sin sista säsong med klubben. På 43 grundseriematcher stod Franzén för sju mål och sju assist. Trots att laget slutade tvåa i serien slogs man i SM-slutspelet ut av Södertälje SK, som tagit den sista slutspelsplatsen, med 4–2 i matcher. Franzén stod för två mål på dessa sex matcher.

#### 2005–2016: Detroit Red Wings
I början av maj 2005 meddelades det att Franzén lämnat Linköping för spel med seriekonkurrenten HV71. Franzén hann dock aldrig spela för klubben då han i augusti samma år skrev på ett ettårskontrakt med Detroit Red Wings i NHL. Franzén gjorde NHL-debut med Red Wings den 5 oktober 2005 i en 1–5-seger mot St. Louis Blues. Drygt en vecka senare, den 13 oktober, gjorde han sitt första NHL-mål, på Mathieu Garon, då han gjorde det matchavgörande 3–2-målet i en 5–2-seger mot Los Angeles Kings. Totalt spelade han 80 grundseriematcher och stod för 16 poäng (tolv mål, fyra assist) under sin rookiesäsong. Franzéns smeknamn i Detroit, "The Mule" ("Åsnan"), myntades av Steve Yzerman, som tyckte Franzén var en slitstark spelare som gjorde sitt arbete i det tysta. I Stanley Cup-slutspelet slogs laget ut i den första omgången av Edmonton Oilers med 4–2 i matcher. På dessa matcher stod han för ett mål och två assistpoäng. Vid säsongens slut utsågs Franzén till "Detroit Red Wings Rookie of the Year" av Detroit Sports Broadcasters' Association.

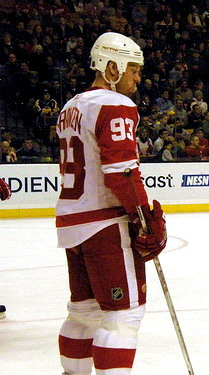
Franzén, februari 2008.

I augusti 2006 förlängde Franzén sitt kontrakt med Red Wings med ytterligare tre år. Under en match mot Vancouver Canucks tacklades Franzén av motståndaren Willie Mitchell och ådrog sig en hjärnskakning och en knäskada, vilka höll honom borta från spel fram till den 14 december samma år. I Stanley Cup-slutspelet ställdes Detroit mot Calgary Flames i den första rundan. I den femte matchen, den 21 april 2007, blev Franzén slashad två gånger av Flames målvakt Jamie McLennan. Domarna signalerade därför för en utvisning på McLennan men efter att spelet stoppats slashade McLennan Franzén ännu en gång, i magen. Detta resulterade i ett matchstraff och en fem matcher lång avstängning för McLennan. I den efterföljande matchen avgjorde Franzén i den andra övertidsperioden, vilket gjorde att Detroit vann serien mot Flames med 4–2. Red Wings slog senare ut San Jose Sharks med 4–2 i matcher, innan man besegrades av Anaheim Ducks i semifinalserien med 2–4 i matcher.
I sin andra match av grundserien 2007/08 ådrog sig Franzén en knäskada, vilken gjorde att han missade tio matcher i oktober 2007. Den 30 mars 2008 gjorde Franzén sitt sjätte matchavgörande mål i mars månad, i en match mot Nashville Predators. Målet innebar att han slog Gordie Howes tidigare klubbrekord för flest matchavgörande mål under en månad, som sattes i februari 1952 och återupprepades i januari 1956. På 71 grundseriematcher stod han för 38 poäng (27 mål, 11 assist) och laget tilldelades Presidents' Trophy. I slutspelet slog laget ut Nashville Predators i den första omgången med 4–2 i matcher. I den efterföljande serien, mot Colorado Avalanche, gjorde Franzén sitt första hat trick i NHL, i match två i kvartsfinalserien. Detta var första gången en spelare från Red Wings gjort ett hat trick i slutspelet sedan Darren McCarty den 18 maj 2002. Den 1 maj 2008, i match fyra, gjorde Franzén ytterligare ett hat trick (samt sitt nionde mål totalt i serien) vilket innebar att han slog ytterligare ett klubbrekord av Howe. Howe hade tidigare gjort åtta mål i en och samma slutspelsserie 1949. Detroit besegrade Avalanche med 4–0 i matcher och slog sedan ut Dallas Stars i semifinalen med 4–2 i matcher. I finalserien ställdes Red Wings mot Pittsburgh Penguins och vann med totalt 4–2 i matcher. Franzén delade segern i slutspelets skytteliga med Henrik Zetterberg – trots sex färre matcher spelade. Totalt noterades han för 18 poäng på 16 matcher.

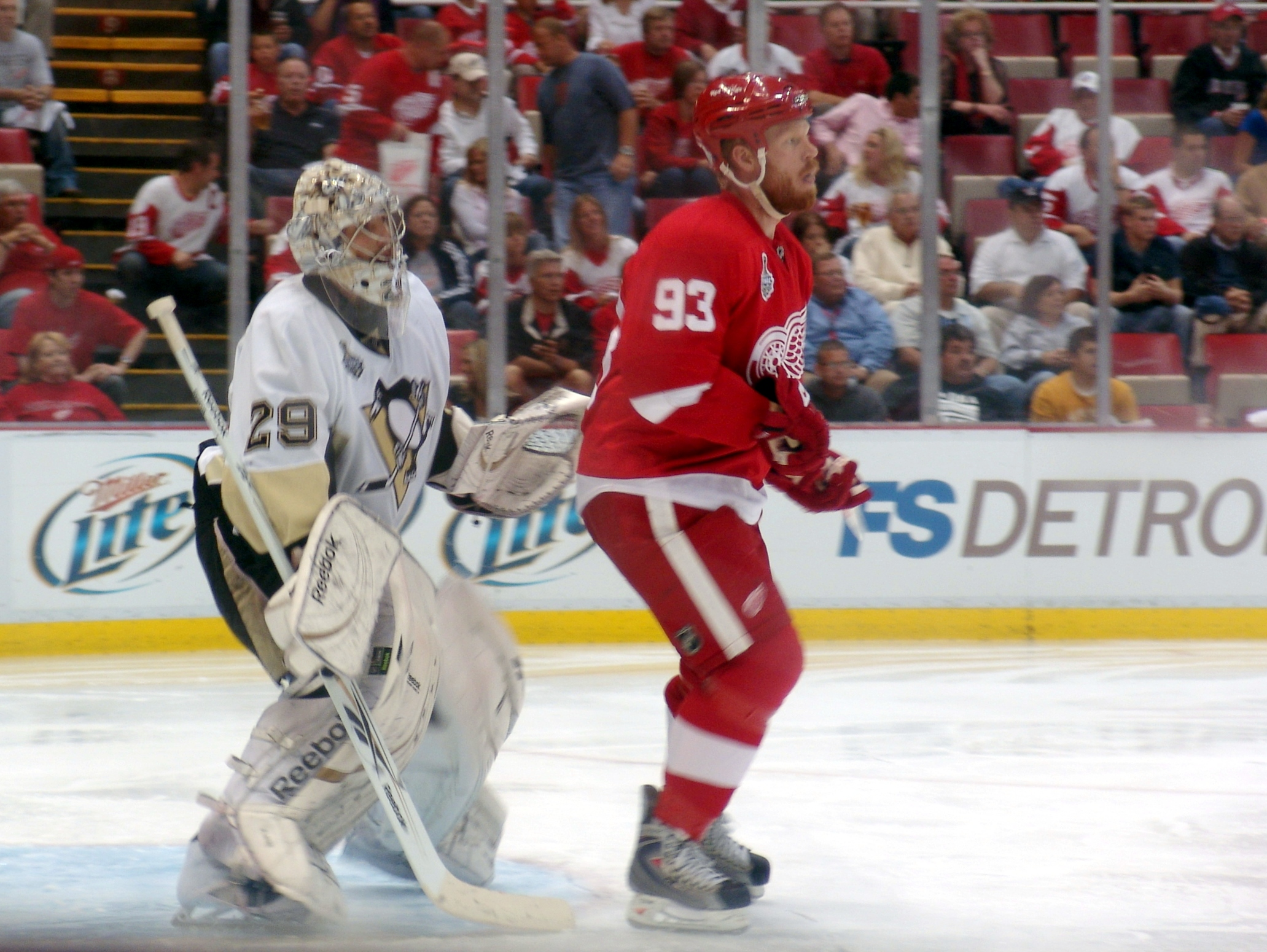
Franzén framför Marc-Andre Fleury under en av Stanley Cup-finalerna 2009.

Säsongen därpå gjorde Franzén mål i nästintill varannan grundseriematch. Under sina fyra första säsonger i NHL förbättrade Franzén sin poängskörd för varje säsong. På 71 grundseriematcher noterades han för 59 poäng (34 mål, 25 assist). Den 11 april 2009 förlängde Franzén sitt avtal med Red Wings med 11 år. Kontraktet sträcker sig till och med säsongen 2019/20 och har ett totalt värde på 43,5 miljoner dollar. I Stanley Cup-slutspelet tog sig Red Wings till final för andra säsongen i följd, efter att ha slagit ut Columbus Blue Jacket, Anaheim Ducks och Chicago Blackhawks. I finalen ställdes man åter mot Pittsburgh Penguins, och förlorade serien med 3–4. På 23 matcher gjorde Franzén lika många poäng (tolva mål, elva assist) och slutade fyra i slutspelets poängliga.
I den tredje omgången av grundserien säsongen 2009/10 gick Franzéns främre korsband av, i en match mot Chicago Blackhawks, vilket gjorde att han missade den större delen av säsongen. Han gjorde comeback i februari 2010 och spelade totalt 27 matcher av grundserien. På dessa matcher noterades han för totalt 21 poäng (tio mål, elva assist). I det efterföljande slutspelet slog Red Wings ut Phoenix Coyotes i det första rundan med 4–3 i matcher, innan man ställdes mot San Jose Sharks kvartsfinalserien. I seriens fjärde match, den 6 maj 2010, gjorde Franzén tre mål på 3 minuter och 26 sekunder (endast två sekunder ifrån NHL-rekordet för snabbast hat trick i en slutspelsmatch). Senare i matchen gjorde han ytterligare ett mål, och dessutom noterades han för två assistpoäng för totalt sex poäng i matchen. Red Wings slogs ut av Sharks med 4–1 i matcher.
Den 2 februari 2011 gjorde Franzén, som fjärde svensk någonsin, fem mål i en och samma NHL-match. Han var den andra spelaren, tillsammans med Marián Gáborík, på 14 år att göra fem mål i en och samma match. Han gjorde två mål med lika många spelare på planen, två mål i power play, och ett mål i tom kasse i en 7–5-seger mot Ottawa Senators. Tillsammans med Sergei Fedorov och Syd Howe är de de enda spelarna i Red Wings att göra fem mål i samma match. Franzén spelade 76 grundseriematcher och vann lagets interna skytteliga med 28 gjorda mål. Totalt noterades han för 55 poäng. Detroit slogs ut i kvartsfinalserien av San Jose Sharks med 4–3 i matcher. Sedan tidigare hade Red Wings slagit ut Phoenix Coyotes med 4–0 i åttondelsfinal.
Den 8 november 2011 gjorde Franzén ett hat trick då Red Wings besegrade Colorado Avalanche med 2–5. Franzén noterades för sin näst poängbästa säsong i NHL då han på 77 matcher noterades för 56 poäng (29 mål, 27 assist). För andra året i följd vann han lagets interna skytteliga. Dessutom hade Franzén bäst plus/minus-statistik i laget, tillsammans med Ian White och Todd Bertuzzi (+23). I Stanley Cup-slutspelet slogs Detroit ut omgående av Nashville Predators med 4–1 i matcher. Den efterföljande säsongen blev förkortade på grund av lock out och Franzén spelade 41 grundseriematcher. Han noterades för 14 gjorda mål och slutade tvåa, bakom Pavel Datsiuk, i Red Wings interna skytteliga. Detroit slog ut Anaheim Ducks med 4–3 i åttondelsfinal och i kvartsfinalserien hade Red Wings en 3–1-ledning i serien mot Chicago Blackhawks, men föll till slut med 3–4 i matcher. Franzén stod för fyra mål och två assistpoäng på 14 matcher.
Inför säsongen 2013/14 utsågs Franzén till en av Detroits assisterande lagkaptener. I en match mot Tampa Bay Lightning den 15 december 2013 tacklades han av motståndaren Radko Gudas och ådrog sig en hjärnskakning, vilken höll honom borta från spel i över en månad. Franzén gjorde comeback den 26 januari 2014, men efter att ha fått tillbaka sina hjärnskakningssymptom, tvingades han åter avstå från spel. Den 27 februari 2014 gjorde Franzén ett hat trick då Red Wings besegrade Ottawa Senators med 6–1. På 54 grundseriematcher noterades Franzén för 41 poäng (16 mål, 25 assist). I slutspelet slogs Detroit ut i den första rundan av Boston Bruins med 4–1 i matcher.
I sin tionde säsong med Detroit Red Wings blev Franzén den 6 januari 2015 tacklad av Edmonton Oilers Rob Klinkhammer, vilket gjorde att han ådrog sig hjärnskakningssymptom. Han missade resten av säsongen men gjorde sedan comeback den 9 oktober 2015. Franzén hann dock endast spela två matcher innan han återfick hjärnskakningssymptomen och spelade aldrig mer efter det.

### Landslag

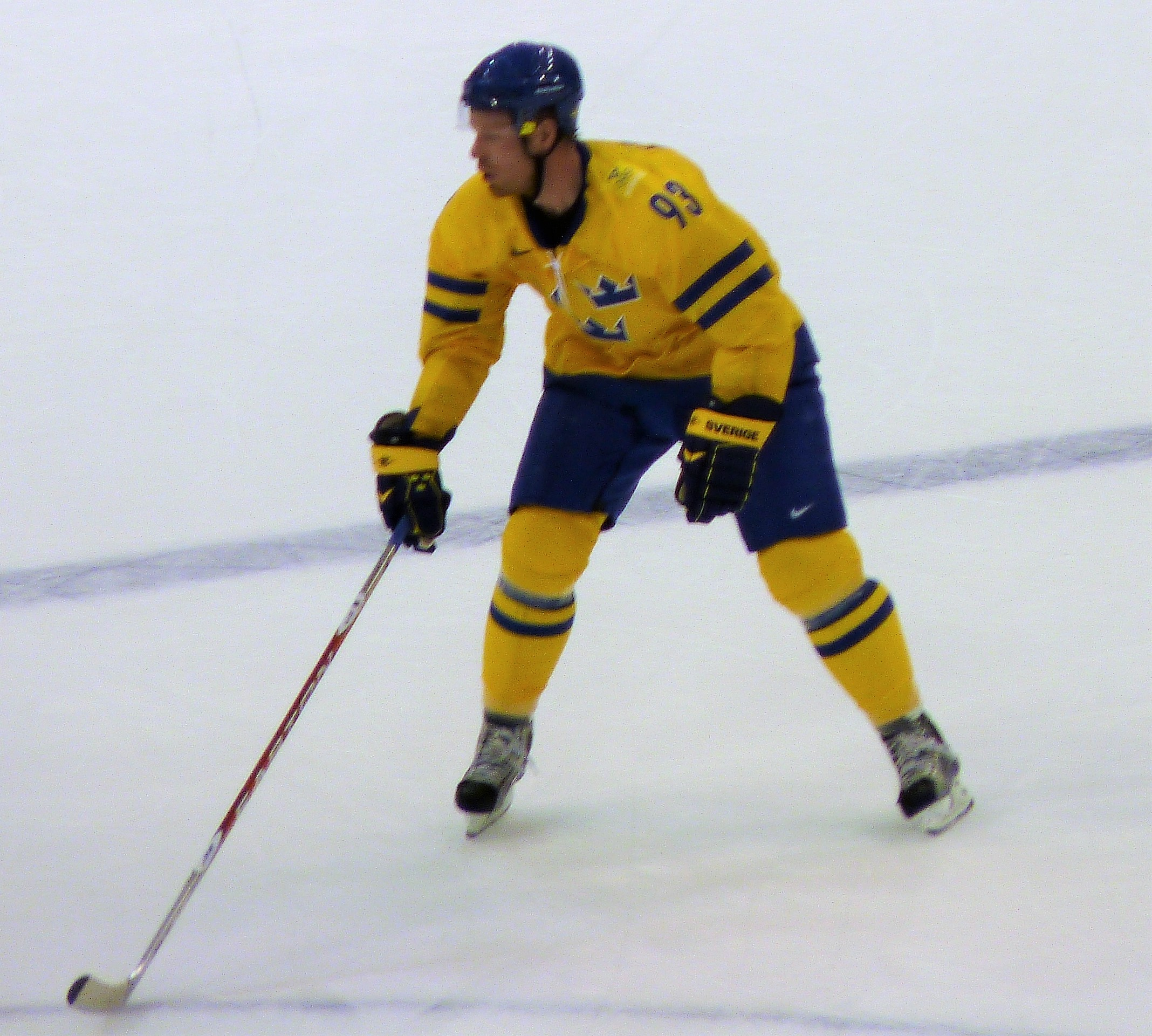
Franzén i landslagströja.

Franzén gjorde debut i Tre Kronor under Moscow International Tournament i en match mot Tjeckien den 18 december 2003. Han gjorde sitt första landslagsmål den 6 april 2004 i en träningslandskamp då Sverige besegrade Schweiz med 3–2.
Franzén spelade sitt första VM 2005 i Österrike. Han spelade inte de inledande matcherna och gjorde istället VM-debut i den andra gruppspelsrundan den 8 maj i en match mot USA då han ersatte Peter Nordström. I samma match gjorde han sitt första VM-mål. Sverige tog sig till semifinal, där man föll mot Tjeckien med 2–3 efter förlängning. I den efterföljande bronsmatchen förlorade Sverige återigen, denna gång mot Ryssland med 3–6. På fem matcher noterades Franzén för ett mål.
Franzén spelade även VM 2006 i Lettland. Sverige gick obesegrade genom de två gruppspelsrundorna och slog sedan ut både USA (6–0) och Kanada (5–4) i kvarts- respektive semifinal. I finalen ställdes man mot Tjeckien och tog sin åttonde VM-titel sedan man vunnit matchen med 4–0. Franzén spelade åtta matcher och stod för tre assistpoäng.
Den 14 februari 2010 blev det klart att Franzén skulle delta i OS i Vancouver 2010. Han ersatte Tomas Holmström på grund av en skada som Holmström drog på sig den 13 februari 2010 i en match i NHL. Sverige vann sin grupp efter segrar mot Tyskland, Vitryssland och Finland. I kvartsfinalen föll dock laget sedan man förlorat med 3–4 mot Slovakien. På fyra matcher stod Franzén för ett mål och en assistpoäng.
Franzén spelade sitt tredje och sista VM 2012 i Finland och Sverige. Sverige förlorade endast en match i gruppspelsrundan, men slogs omgående ut av Tjeckien i kvartsfinal med 3–4. Franzén gjorde sitt poängmässigt främsta VM och stod för nio poäng på sju matcher (fyra mål, fem assist).
Inför OS i Sotji 2014 blev Franzén uttagen till Sveriges trupp, men tvingades tacka nej på grund av skada.

## Statistik

### Klubbkarriär
| 1994–95           | Boro/Vetlanda HC  | Div. II           | 5   | 1   | 0   | 1   | 2   | —   | —  | —  | —  | —  |
| 1995–96           | Boro/Vetlanda HC  | Div. II           | 32  | 4   | 4   | 8   | 10  | —   | —  | —  | —  | —  |
| 1996–97           | Boro/Vetlanda HC  | Div. II           | 28  | 14  | 4   | 18  | 22  | —   | —  | —  | —  | —  |
| 1997–98           | Boro/Vetlanda HC  | Div. III          | 26  | 30  | 12  | 42  | 18  | —   | —  | —  | —  | —  |
| 1998–99           | Boro/Vetlanda HC  | Div. III          | 10  | 23  | 2   | 25  | 37  | —   | —  | —  | —  | —  |
| 1999–00           | Tranås AIF        | HA                | 37  | 11  | 15  | 26  | 22  | —   | —  | —  | —  | —  |
| 2000–01           | Linköping HC      | HA                | 41  | 12  | 20  | 32  | 26  | 10  | 3  | 3  | 6  | 0  |
| 2001–02           | Linköping HC      | Elitserien        | 36  | 2   | 6   | 8   | 64  | —   | —  | —  | —  | —  |
| 2002–03           | Linköping HC      | Elitserien        | 37  | 2   | 4   | 6   | 14  | 10  | 1  | 4  | 5  | 4  |
| 2003–04           | Linköping HC      | Elitserien        | 49  | 12  | 18  | 30  | 26  | 5   | 0  | 1  | 1  | 8  |
| 2004–05           | Linköping HC      | Elitserien        | 43  | 7   | 7   | 14  | 45  | 6   | 2  | 0  | 2  | 16 |
| 2005–06           | Detroit Red Wings | NHL               | 80  | 12  | 4   | 16  | 36  | 6   | 1  | 2  | 3  | 4  |
| 2006–07           | Detroit Red Wings | NHL               | 69  | 10  | 20  | 30  | 37  | 18  | 3  | 4  | 7  | 10 |
| 2007–08           | Detroit Red Wings | NHL               | 72  | 27  | 11  | 38  | 51  | 16  | 13 | 5  | 18 | 14 |
| 2008–09           | Detroit Red Wings | NHL               | 71  | 34  | 25  | 59  | 44  | 23  | 12 | 11 | 23 | 12 |
| 2009–10           | Detroit Red Wings | NHL               | 27  | 10  | 11  | 21  | 22  | 12  | 6  | 12 | 18 | 16 |
| 2010–11           | Detroit Red Wings | NHL               | 76  | 28  | 27  | 55  | 58  | 8   | 2  | 1  | 3  | 6  |
| 2011–12           | Detroit Red Wings | NHL               | 77  | 29  | 27  | 56  | 40  | 5   | 1  | 0  | 1  | 8  |
| 2012–13           | Detroit Red Wings | NHL               | 41  | 14  | 17  | 31  | 41  | 14  | 4  | 2  | 6  | 8  |
| 2013–14           | Detroit Red Wings | NHL               | 54  | 16  | 25  | 41  | 40  | 5   | 0  | 2  | 2  | 2  |
| 2014–15           | Detroit Red Wings | NHL               | 33  | 7   | 15  | 22  | 30  | —   | —  | —  | —  | —  |
| 2015–16           | Detroit Red Wings | NHL               | 2   | 0   | 1   | 1   | 2   | —   | —  | —  | —  | —  |
| NHL totalt        | NHL totalt        | NHL totalt        | 602 | 187 | 183 | 370 | 401 | 107 | 42 | 39 | 81 | 80 |
| Elitserien totalt | Elitserien totalt | Elitserien totalt | 165 | 25  | 35  | 60  | 139 | 11  | 2  | 1  | 3  | 24 |

### Internationellt
| År            | Lag           | Turnering     | Matcher | Mål | Assists | Poäng | Utv. |
| ------------- | ------------- | ------------- | ------- | --- | ------- | ----- | ---- |
| 2005          | Sverige       | VM            | 5       | 1   | 0       | 1     | 0    |
| 2006          | Sverige       | VM            | 8       | 0   | 3       | 3     | 12   |
| 2010          | Sverige       | OS            | 4       | 1   | 1       | 2     | 2    |
| 2012          | Sverige       | VM            | 7       | 4   | 5       | 9     | 8    |
| Senior totalt | Senior totalt | Senior totalt | 24      | 6   | 9       | 15    | 22   |